# Helmpoon
De helmpoon (Dactyloptena orientalis) is een straalvinnige vis uit de familie van vliegende knorhanen (Dactylopteridae), orde schorpioenvisachtigen (Scorpaeniformes), die voorkomt in de Grote en Indische Oceaan. De soort is voornamelijk te vinden in getijdestromen en zachtstromend water. De vis kan een maximale lengte bereiken van 40 cm en leeft op diepten van maximaal 100 m onder het wateroppervlak.
Dactyloptena orientalis is voor de visserij van beperkt commercieel belang. De soort wordt gevangen voor commerciële aquaria.
De soort komt niet voor op de Rode Lijst van de IUCN.

## Externe links

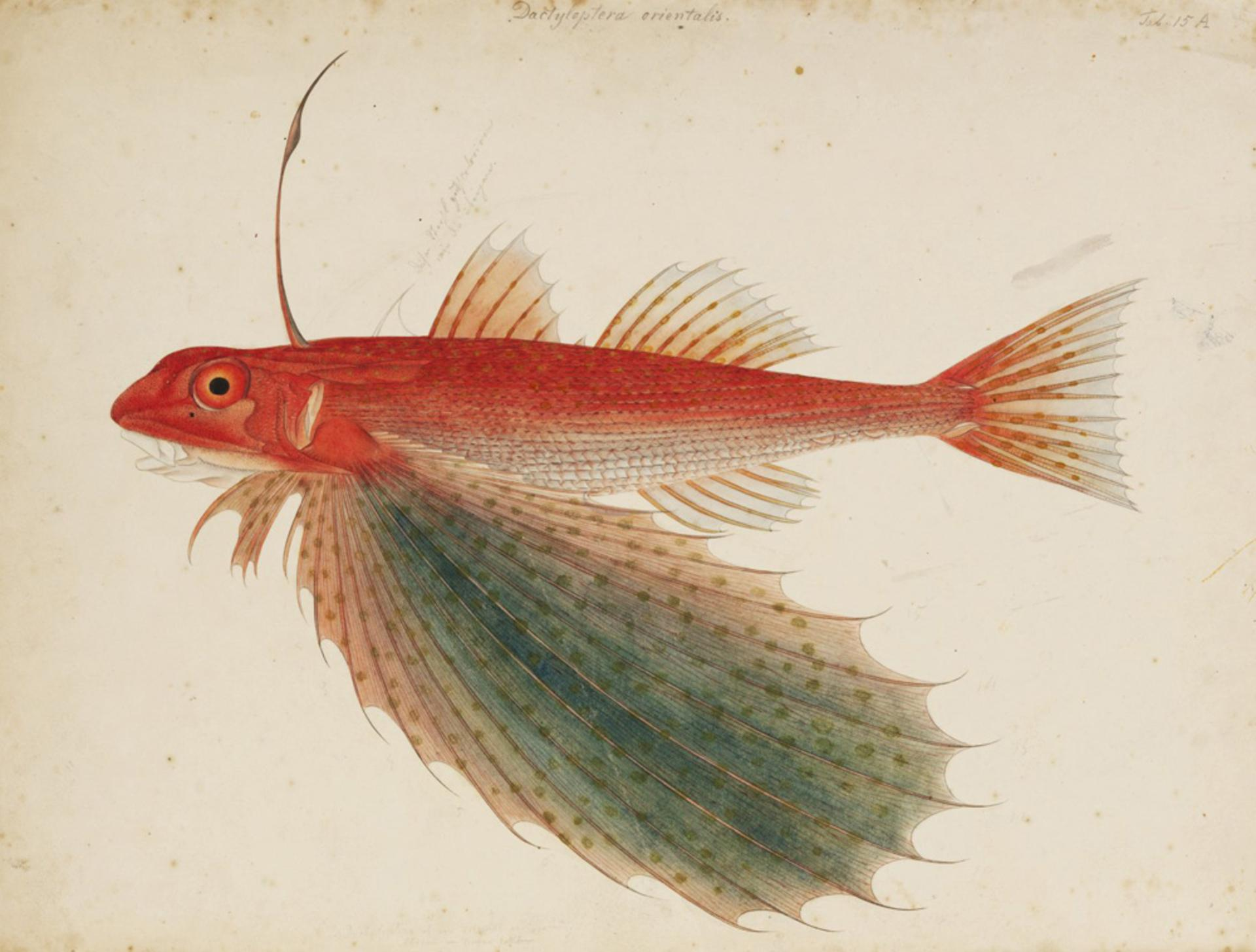
Dactyloptena orientalis door Kawahara Keiga, 1823-1829.